# Della Robbia
Della Robbia ist eine florentinische Bildhauerfamilie des 15. und 16. Jahrhunderts. Sie wurde berühmt durch ihre glasierten Ton-Reliefs.

## Vertreter der Familie
- Andrea della Robbia (1435–1525), italienischer Maler der Renaissance
- Francesco Iacopo della Robbia (1477– ), Sohn von Andrea della Robbia
- Giovanni della Robbia (1469–um 1529), Sohn von Andrea della Robbia
- Girolamo della Robbia (1488–1566), italienischer Bildhauer und Architekt, Sohn des Andrea della Robbia
- Luca della Robbia (um 1400–1481), italienischer Bildhauer der Familie della Robbia
- Luca della Robbia (di Simone) (1484–um 1519), Neffe von Andrea della Robbia
- Luca d’Andrea della Robbia (1475–um 1547), Sohn von Andrea della Robbia
- Marco della Robbia (1468–nach 1532), italienischer Bildhauer und Dominikaner